# Montaubion-Chardonney

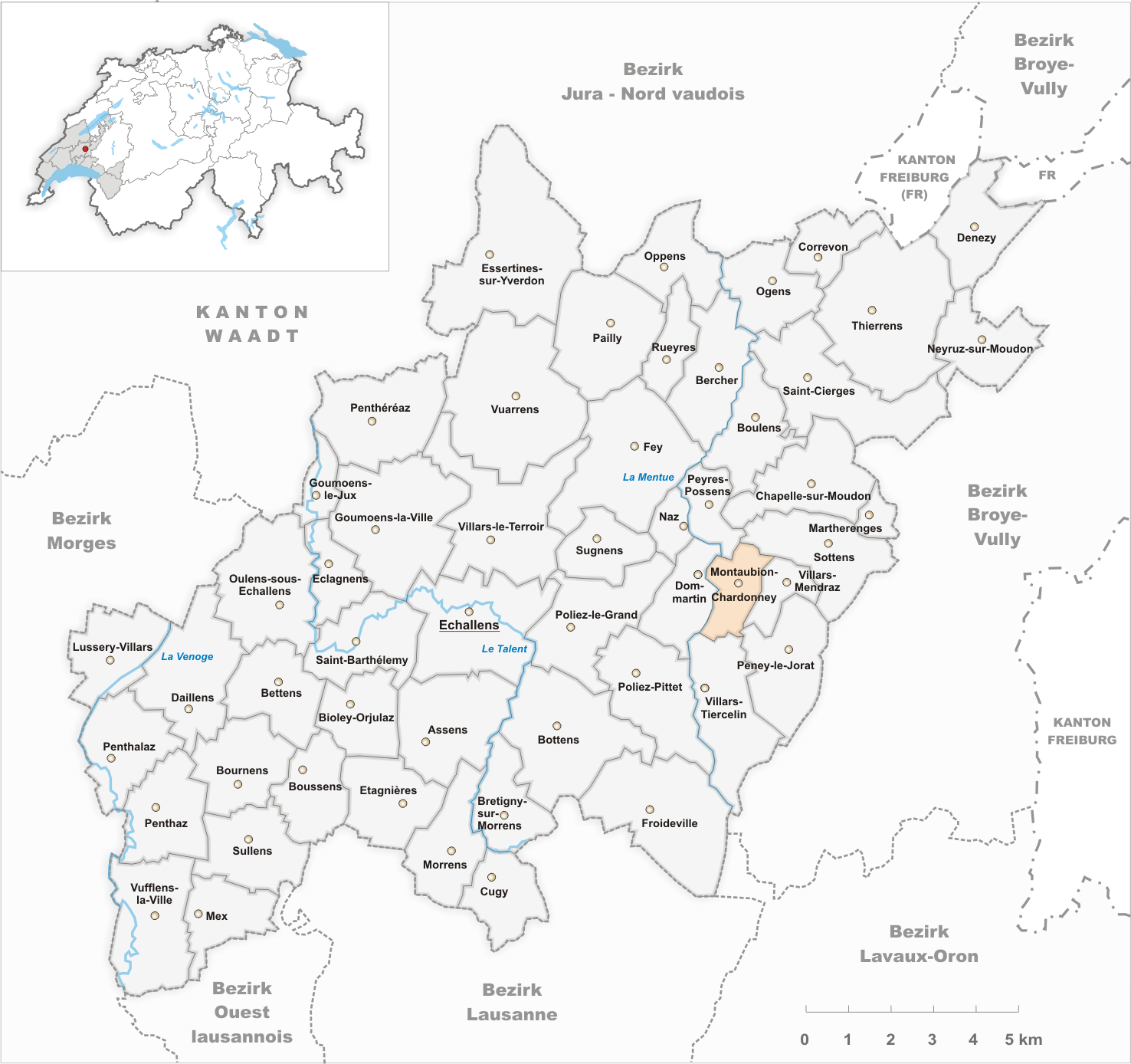
Gemeindestand vor der Fusion am 30. Juni 2011

Montaubion-Chardonney war eine politische Gemeinde im Distrikt Gros-de-Vaud des Kantons Waadt in der Schweiz. Montaubion-Chardonney fusionierte am 1. Juli 2011 mit den Gemeinden Peney-le-Jorat, Sottens, Villars-Mendraz und Villars-Tiercelin zur neuen Gemeinde Jorat-Menthue.

## Geographie
Montaubion-Chardonney liegt 15 Kilometer nördlich der Kantonshauptstadt Lausanne (Luftlinie). Die Doppelgemeinde, bestehend aus Montaubion (761 m ü. M.) und Chardonney (768 m ü. M.), erstreckt sich östlich des Tals der Mentue, im Molassehügelland des Waadtländer Mittellandes. Die beiden Dörfer sind durch ein Seitentälchen der Mentue voneinander getrennt.
Die Fläche des 2,1 km² grossen ehemaligen Gemeindegebiets umfasst einen Abschnitt des Molassehügellandes auf der Nordabdachung des Jorat. Die westliche Grenze verläuft entlang der in die Molasseschichten eingeschnittenen Mentue. Von hier erstreckt sich der Gemeindeboden ostwärts über die Terrasse von Chardonney bis in den Wald Les Tailles und erreicht am Hang des Hügels Le Faz mit 861 m ü. M. den höchsten Punkt von Montaubion-Chardonney. Nach Norden reicht das Gebiet auf den Wiesenhügel Grands Champs (792 m ü. M.). Von der Gemeindefläche entfielen 1997 5 % auf Siedlungen, 32 % auf Wald und Gehölze und 63 % auf Landwirtschaft.
Neben den beiden Weilern Montaubion und Chardonney gehörten einige Einzelhöfe zur Gemeinde. Nachbargemeinden von Montaubion-Chardonney waren Peyres-Possens, Sottens, Villars-Mendraz, Peney-le-Jorat, Villars-Tiercelin und Dommartin.

## Bevölkerung
Mit 69 Einwohnern (Stand 31. Dezember 2010) gehörte Montaubion-Chardonney zu den kleinsten Gemeinden des Kantons Waadt. Von den Bewohnern sind 93,2 % französischsprachig, 2,7 % deutschsprachig und 1,4 % italienischsprachig (Stand 2000). Die Bevölkerungszahl von Montaubion-Chardonney belief sich 1900 noch auf 116 Einwohner. Danach wurde bis 1970 durch starke Abwanderung eine Abnahme um fast 50 % auf 61 Einwohner verzeichnet; seither nahm die Bevölkerung jedoch wieder leicht zu.

## Wirtschaft
Montaubion-Chardonney lebt noch heute vorwiegend von der Landwirtschaft, insbesondere vom Ackerbau, dem Obstbau und von der Viehzucht. An der Mentue besteht eine Sägerei.

## Verkehr
Montaubion-Chardonney liegt abseits der grösseren Durchgangsstrassen an einer Verbindungsstrasse von Moudon nach Dommartin. Durch einen Postautokurs, der von Echallens nach Thierrens verkehrt, sind Montaubion und Chardonney an das Netz des öffentlichen Verkehrs angebunden.

## Geschichte
Die erste urkundliche Erwähnung des Ortes Montaubion erfolgte 1223 unter dem Namen Montalbium. Später erschienen die Bezeichnungen in monte Albeonis und in monte Albionis (um 1230) und Montoubyun (ebenfalls noch im 13. Jahrhundert). Der Ortsname geht auf das lateinische Wort mons (Berg) und den Namen Albion zurück. Chardonney erschien 1225 erstmals als Chardenai in den Urkunden und wurde später als Chardonnay bezeichnet. Dieser Name ist vom französischen Wort chardon (Distel) abgeleitet.
Im Mittelalter unterstanden Montaubion und Chardonney der Herrschaft Dommartin, die ihrerseits dem Lausanner Domkapitel gehörte. Mit der Eroberung der Waadt durch Bern im Jahr 1536 gelangten die Dörfer unter die Verwaltung der Kastlanei Dommartin, einer Exklave in der Vogtei Lausanne. Nach dem Zusammenbruch des Ancien Régime gehörte Montaubion-Chardonney von 1798 bis 1803 während der Helvetik zum Kanton Léman, der anschliessend mit der Inkraftsetzung der Mediationsverfassung im Kanton Waadt aufging. 1798 wurde es dem Bezirk Moudon zugeteilt.